# Ancistrus
Ancistrus – rodzaj słodkowodnych ryb sumokształtnych z rodziny zbrojnikowatych (Loricariidae), typ nomenklatoryczny plemienia Ancistrini (klasyfikowanego czasem w randze podrodziny Ancistrinae). Jest najliczniejszym rodzajem w obrębie Ancistrini i drugim (po Hypostomus) z najliczniejszych rodzajów zbrojnikowatych, obejmującym 70 gatunków. Niektóre gatunki są popularnymi rybami akwariowymi, zaliczanymi do glonojadów.

## Zasięg występowania i środowisko
Ryby z tego rodzaju są szeroko rozprzestrzenione na całym obszarze występowania zbrojnikowatych. Największa liczba i największa różnorodność gatunków występuje w basenach amazońskich i paragwajskich w stanach Amazonas i Mato Grosso. 2 lub 3 gatunki są znane z Panamy. A. cryptophthalmus, A. galani i A. formoso są stygobiontami, przystosowały się do życia w wodach podziemnych.

## Cechy charakterystyczne
Rodzaj charakteryzuje się brakiem płytek kostnych i odontod na przedniej krawędzi pyska oraz obecnością wyrostków i dobrze rozwiniętych, wysuwalnych odontod na jego bokach. Analizy cytogenetyczne wykazały znaczne zróżnicowanie liczby diploidalnej (2n = 34 do 2n = 54) u przedstawicieli tego rodzaju.

## Klasyfikacja
Gatunki zaliczane do tego rodzaju:
| - Ancistrus abilhoai - Ancistrus agostinhoi - Ancistrus aguaboensis - Ancistrus bolivianus - Ancistrus brevifilis - Ancistrus brevipinnis - Ancistrus bufonius - Ancistrus caucanus - Ancistrus centrolepis - Ancistrus chagresi - Ancistrus cirrhosus - Ancistrus claro - Ancistrus clementinae - Ancistrus cryptophthalmus - Ancistrus cuiabae - Ancistrus damasceni - Ancistrus dolichopterus – zbrojnik niebieski, wąsacz niebieski - Ancistrus dubius - Ancistrus erinaceus - Ancistrus eustictus - Ancistrus falconensis - Ancistrus formoso - Ancistrus fulvus - Ancistrus galani - Ancistrus greeni - Ancistrus gymnorhynchus - Ancistrus heterorhynchus - Ancistrus hoplogenys - Ancistrus jataiensis - Ancistrus jelskii - Ancistrus karajas - Ancistrus krenakarore - Ancistrus latifrons - Ancistrus leucostictus - Ancistrus lineolatus | - Ancistrus lithurgicus - Ancistrus macrophthalmus - Ancistrus maculatus - Ancistrus malacops - Ancistrus maracasae - Ancistrus marcapatae - Ancistrus martini - Ancistrus mattogrossensis - Ancistrus maximus - Ancistrus megalostomus - Ancistrus minutus - Ancistrus montanus - Ancistrus mullerae - Ancistrus multispinis - Ancistrus nudiceps - Ancistrus occidentalis - Ancistrus occloi - Ancistrus parecis - Ancistrus pirareta - Ancistrus piriformis - Ancistrus ranunculus - Ancistrus reisi - Ancistrus sericeus - Ancistrus spinosus - Ancistrus stigmaticus - Ancistrus tamboensis - Ancistrus taunayi - Ancistrus temminckii - Ancistrus tolima - Ancistrus tombador - Ancistrus trinitatis - Ancistrus triradiatus - Ancistrus variolus - Ancistrus verecundus - Ancistrus vericaucanus |

Gatunkiem typowym jest Hypostomus cirrhosus (A. cirrhosus).

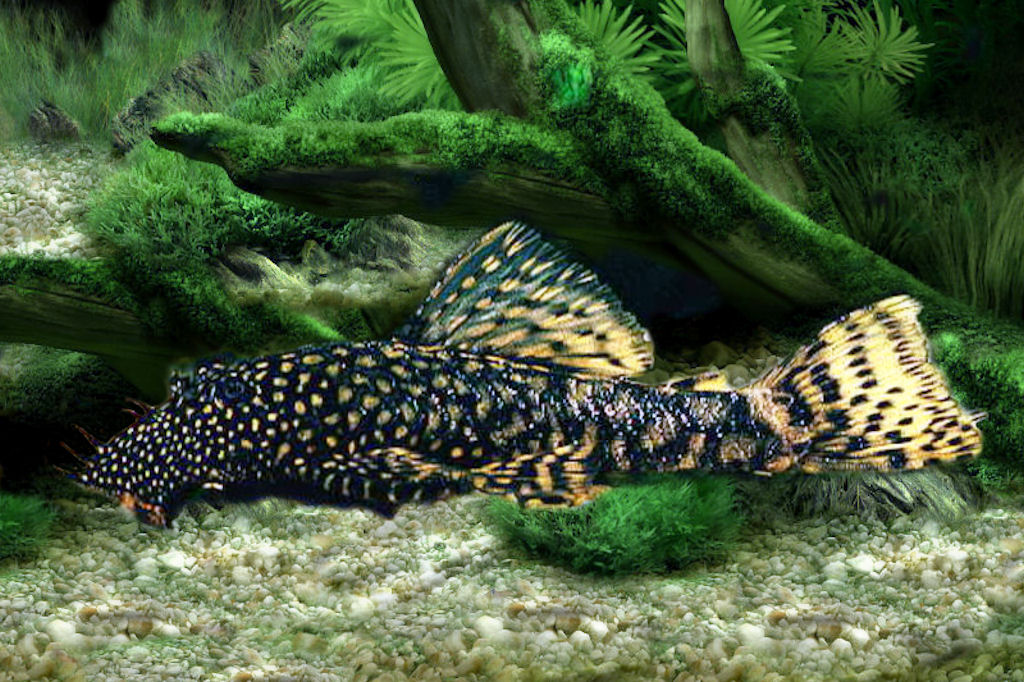
Ancistrus cirrhosus
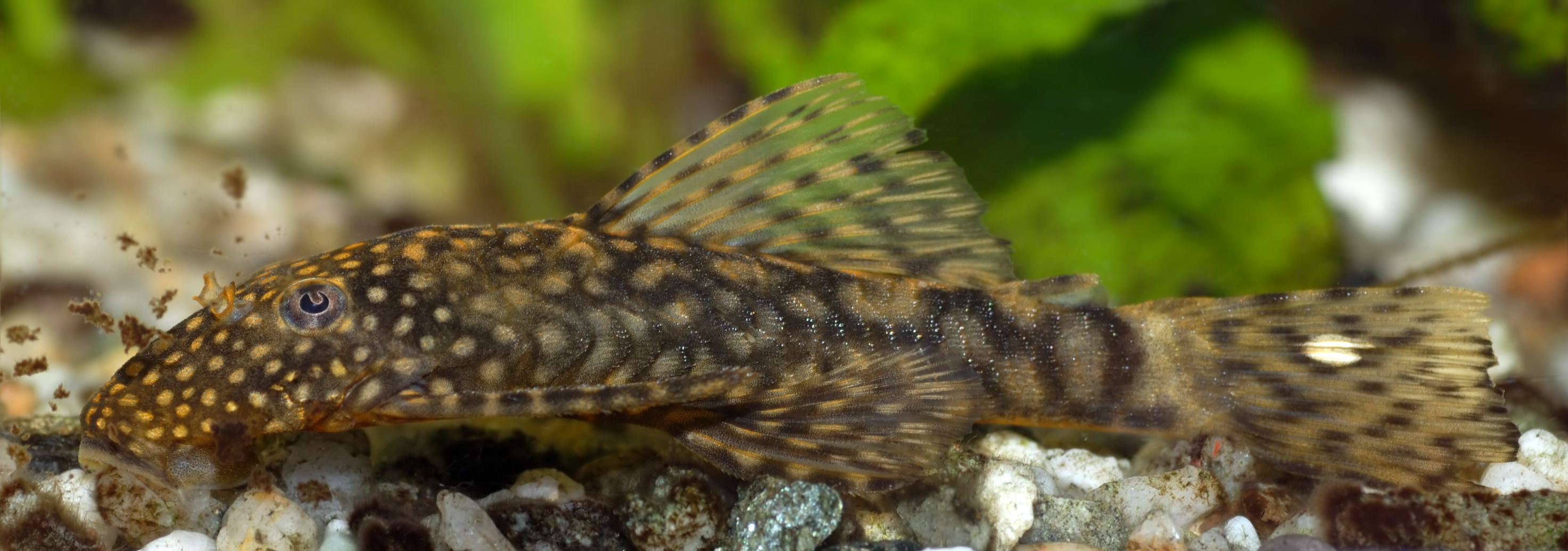
Ancistrus dolichopterus
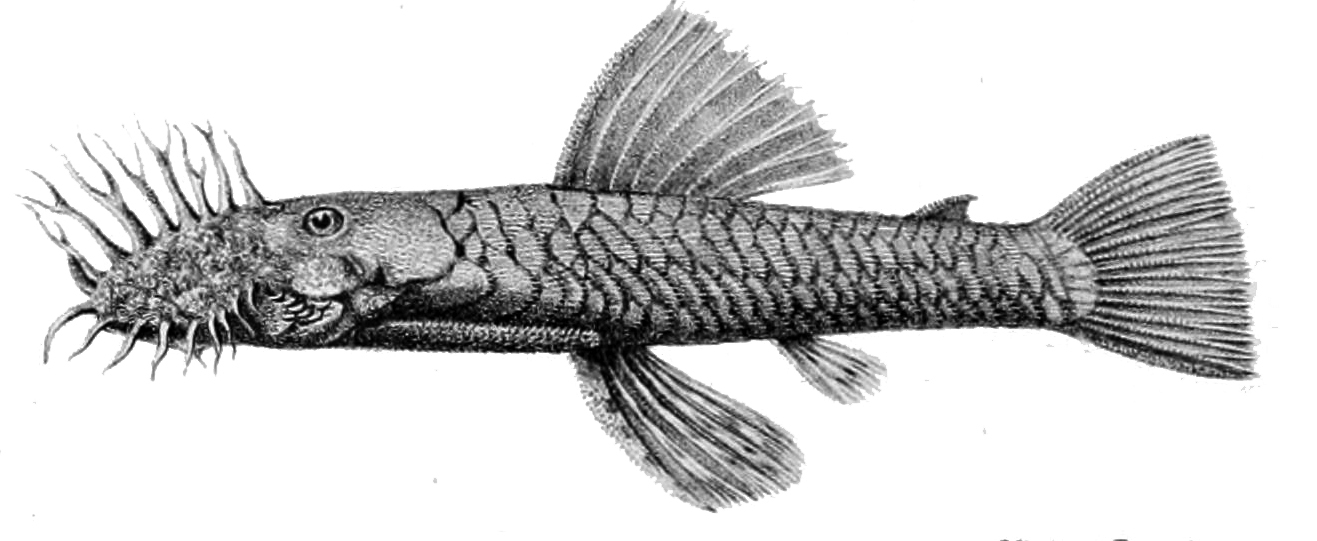
Ancistrus montanus
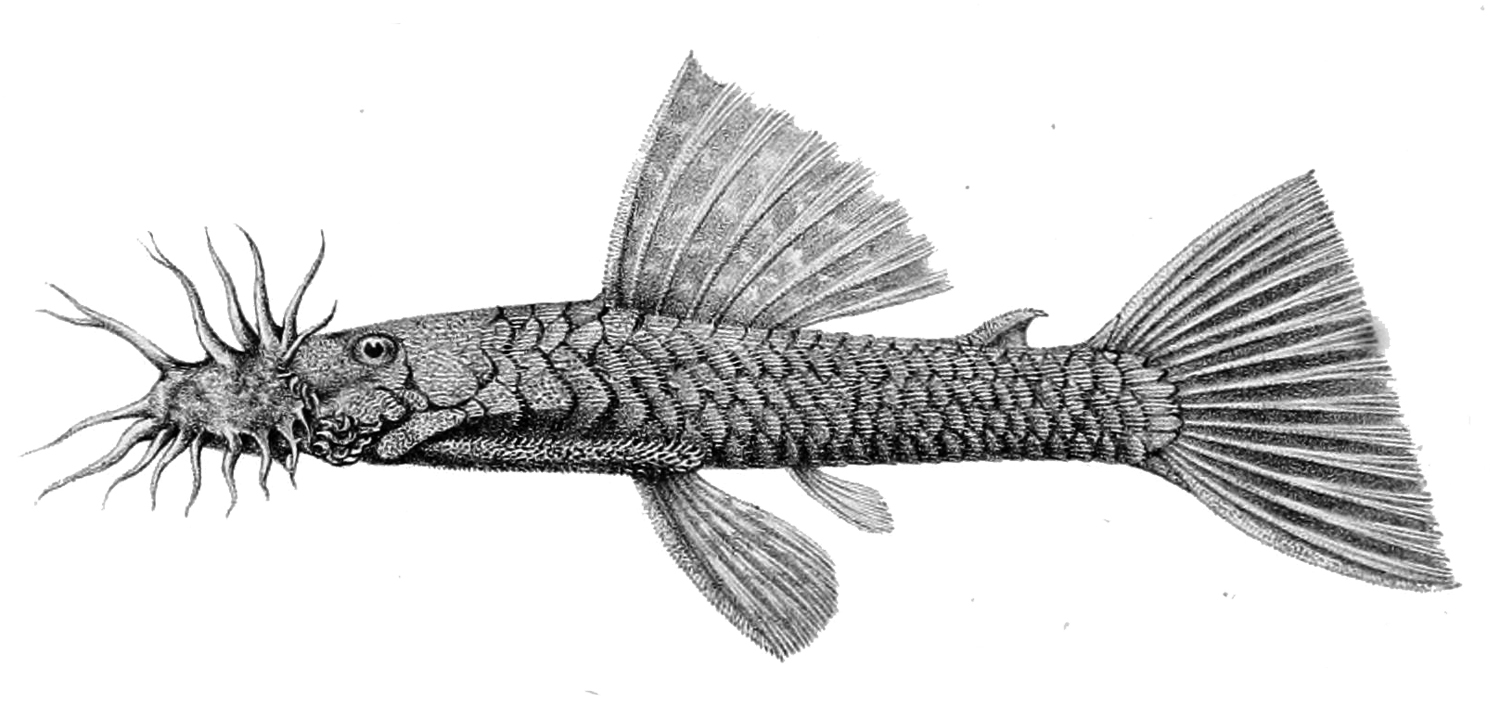
Ancistrus occidentalis
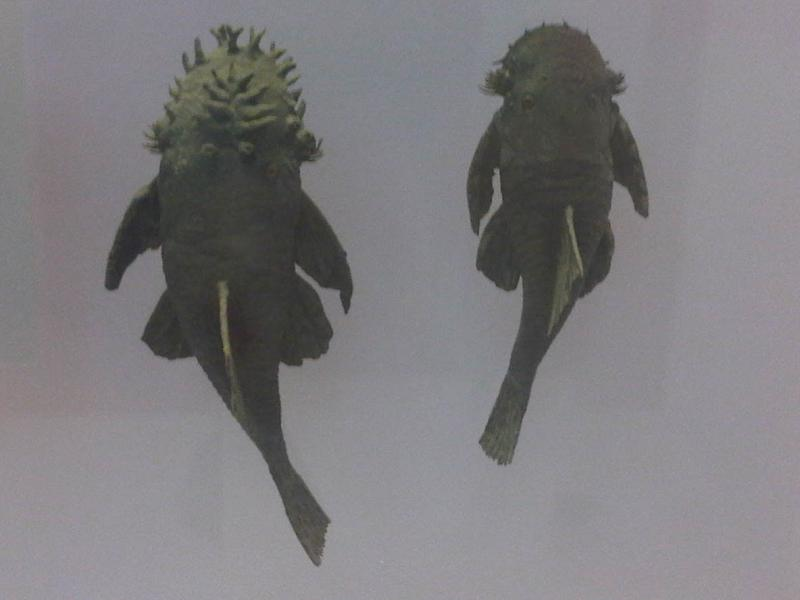
Ancistrus stigmaticus
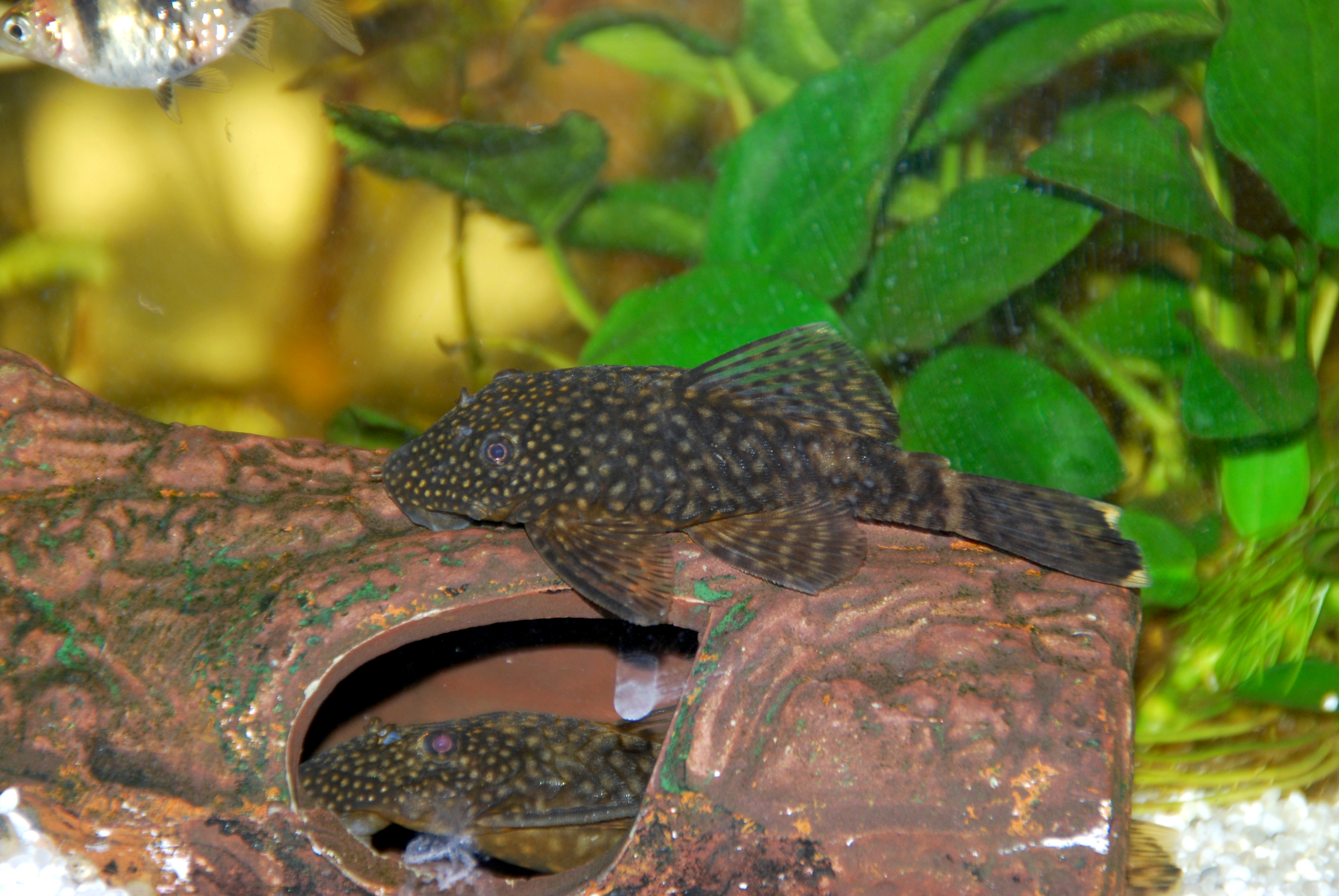
Ancistrus temminckii